# Huta Namora (Pangururan)
Huta Namora is een bestuurslaag in het regentschap Samosir van de provincie Noord-Sumatra, Indonesië. Huta Namora telt 2042 inwoners (volkstelling 2010).